# Brauerei Locher

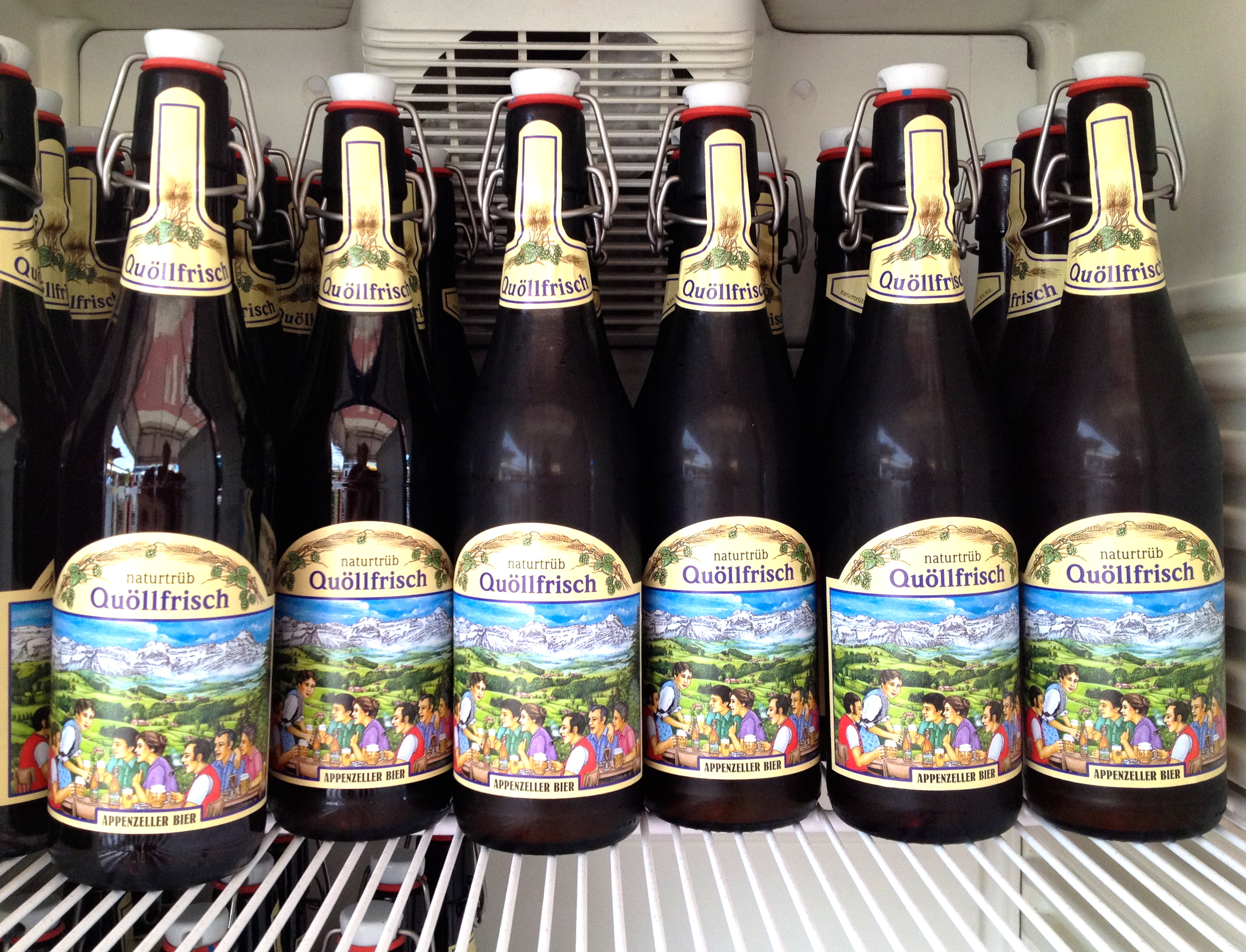
«Quöllfrisch naturtrüb» de Appenzeller Bier, su cerveza más reconocida.

Brauerei Locher AG es una cervecería suiza con sede en Appenzell, conocida como la productora de Appenzeller Bier. Fue fundada en 1886 por Johann Christoph Locher.

## Historia
La cervecería Locher es una empresa familiar tradicional en Appenzell. La familia Locher se hizo cargo de la cervecería en Appenzell en 1886. Desde mediados de la década de 1990, se ha desarrollado desde una cervecería localmente activa a una cervecería para cervezas especiales conocidas en toda Suiza. La cervecería Locher fue la primera cervecería en Suiza en producir una cerveza que recibió la etiqueta «Bio Suisse» como premio de calidad (la «Appenzeller Naturperle»). Gracias a esta política, la producción de cerveza se quintuplicó entre 1997 y 2007 a más de 80 000 hectolitros. En el año de elaboración 2010-11, la producción de cerveza superó los 140 000 hectolitros.

## Cervezas
La gama actual de cervezas incluye más de una docena de tipos:
| - Quöllfrisch naturtrüb - Naturperle - Hanfblüte - Weizenbier - Brandlöscher - Vollmond-Bier (preparado solo en noches de luna llena) - Leermondbier (sin alcohol) - Holzfass Bier - Flauder Panaché - Sonnwendlig (sin alcohol) | - Légère - Säntis-Kristall - Reisbier (con arroz, cultivado en el delta de Maggia en Ticino) - Schwarzer Kristall - Lager hell - Lager dunkel - Swiss Mountain - Castégna (cerveza de castaña) - Bschorle (cerveza sin alcohol con jugo de pera/manzana) |